# Aisha Tyler

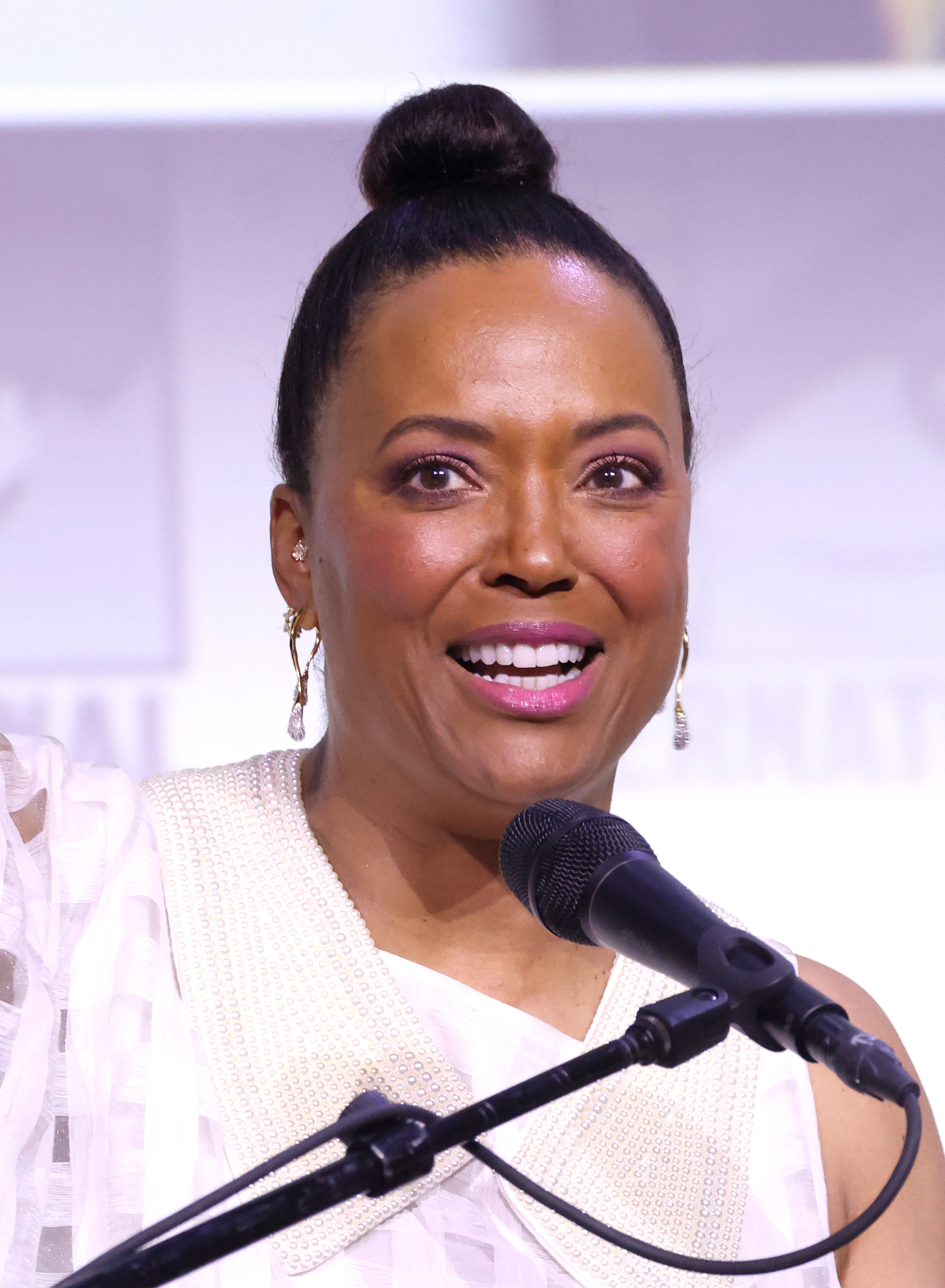
Aisha Tyler (2025)

Aisha N. Tyler (* 18. September 1970 in San Francisco, Kalifornien) ist eine US-amerikanische Schauspielerin, Comedian und Autorin.

## Leben und Leistungen
Tyler erlebte im Alter von zehn Jahren die Scheidung ihrer Eltern, nach der sie bei ihrem Vater aufwuchs. Tyler besuchte in San Francisco die McAteer High School, wo sie Schauspielkurse nahm. Sie schloss ein Studium der Politikwissenschaft am Dartmouth College ab. Im Jahr 1996 zog sie nach Los Angeles.
Tyler debütierte in einer Folge der Fernsehserie Nash Bridges aus dem Jahr 1996. 2003 trat sie in der Fernsehserie Friends auf, wofür sie im selben Jahr für den Teen Choice Award nominiert wurde. Für ihre Rollen in der Fernsehserie 24 und im Fernsehdrama For One Night wurde sie in den Jahren 2006 und 2007 für den Image Award nominiert. Im Filmdrama Kaliber 45 spielte sie an der Seite von Milla Jovovich und Angus Macfadyen.
Im 2014 erschienenen Musikvideo zu Weird Al Yankovics Tacky, einer Parodie auf Pharrell Williams Happy, ist Tyler ebenfalls vertreten. Seit 2015 ist sie in der wiederkehrenden Rolle der Psychologin Dr. Tara Lewis in der US-Serie Criminal Minds zu sehen. Erstmals führte sie für die Serie zur sechsten Folge der 13. Staffel auch die Regie.
Tyler war seit dem Jahr 1992 mit dem Rechtsanwalt Jeff Tietjens verheiratet.  Nach der Trennung 2015 erfolgte die Scheidung 2017.

## Filmografie (Auswahl)
- 2000: Auf der Woge des Erfolgs (Dancing in September)
- 2001: Lass es, Larry! (Curb Your Enthusiasm, Fernsehserie, Episode 2x08)
- 2001: Moose Mating
- 2002: American High – Hier steigt die Party! (The Sausage Factory, Fernsehserie, Episode 1x16)
- 2002: Santa Clause 2 – Eine noch schönere Bescherung (The Santa Clause 2)
- 2003: Friends (Fernsehserie, 9 Episoden)
- 2003: CSI: Miami (Fernsehserie, Episode 1x24)
- 2004: Never Die Alone (Never Die Alone)
- 2004: Nip/Tuck – Schönheit hat ihren Preis (Nip/Tuck, Fernsehserie, Episode 2x03)
- 2004–2005: CSI: Vegas (CSI: Crime Scene Investigation, Fernsehserie, 13 Episoden)
- 2005: 24 (Fernsehserie, 7 Episoden)
- 2005–2006: Ghost Whisperer – Stimmen aus dem Jenseits (Ghost Whisperer, Fernsehserie, 23 Episoden)
- 2006: For One Night (Fernsehfilm)
- 2006: Santa Clause 3 – Eine frostige Bescherung (The Santa Clause 3: The Escape Clause)
- 2006: Kaliber 45 (.45)
- 2007: Death Sentence – Todesurteil (Death Sentence)
- 2007: Boston Legal (Fernsehserie, Episode 3x24)
- 2007: Balls of Fury
- 2007: The Trap (Kurzfilm)
- 2008: Bedtime Stories
- 2008: Balls of Fury
- 2008: Meet Market
- 2009: Black Water Transit
- 2009–2023: Archer (Fernsehserie, Stimme)
- 2012: The Babymakers
- 2010: The Forgotten – Die Wahrheit stirbt nie (The Forgotten, Fernsehserie, Episode 1x16)
- 2011–2012: XIII – Die Verschwörung (XIII: The Series, Fernsehserie, 15 Episoden)
- 2012: Babymakers – Wenn’s so einfach wäre! (The Babymakers)
- 2012: Glee (Fernsehserie, Episode 4x10)
- 2013: Hawaii Five-0 (Fernsehserie, Episode 3x21)
- 2014: Modern Family (Fernsehserie, Episode 5x16)
- 2014: BoJack Horseman (Fernsehserie, 2 Episoden, Stimme)
- 2014: Two and a Half Men (Fernsehserie, Episode 12x01)
- 2015–2020, seit 2022: Criminal Minds (Fernsehserie, 92 Episoden)
- 2016: Supergirl (Fernsehserie, Episode 1x16)
- 2019: Stucco (Kurzfilm)
- 2020: Bad Therapy
- 2020: Friendsgiving
- 2021: Untitled Horror Movie
- 2021: Poorly Drawn Lines (Fernsehserie, Episode 1x04, Stimme)
- 2021: Fear the Walking Dead (Fernsehserie, Episode 7x05)
- 2023: How to Ruin the Holidays
- 2023: Beschütze sie (The Last Thing He Told Me, Fernsehserie)
- 2024: Elsbeth (Fernsehserie, Episode 2x2, Regie)

## Sonstiges
In dem 2014 erschienenen Videospiel Watch Dogs kann man sie als NPC in Chicago entdecken. Durch die im Spiel vorhandene Möglichkeit Passanten zu hacken, erfährt der Spieler Informationen über Beruf und Vorlieben des Charakters.